# Třída Juniper
Třída Juniper jsou víceúčelové tendry Pobřežní stráže Spojených států amerických. Jejich americké označení je 225-foot Seagoing Buoy Tender. Celkem bylo postaveno 16 plavidel této třídy. Ve službě jsou od roku 1996. Mezi jejich hlavní úkoly patří kladení bójí, likvidace ropných skvrn, prorážení cest na zamrzlých vodních plochách pro jiné lodě, logistická podpora základen (např. majáků) a lodí (palivem, vodou a dalším nákladem), mise SAR, nebo prosazování práva.

## Pozadí vzniku
Tato třída byla vyvinuta v rámci programu letitých 180stopých tendrů třídy Balsam (Buoy Tender Replacement Project), pocházejících ještě z doby druhé světové války. V roce 1993 byla vývojem plavidla pověřena loděnice Marinette Marine Corporation (MMC). V letech 1996–2004 bylo do služby přijato celkem 16 jednotek této třídy.
Jednotky třídy Juniper:
| Jméno               | Spuštěna        | Vstup do služby   | Status  |
| ------------------- | --------------- | ----------------- | ------- |
| Juniper (WLB-201)   | 21. června 1995 | 5. července 1996  | aktivní |
| Willow (WLB-202)    |                 |                   | aktivní |
| Kukui (WLB-203)     |                 |                   | aktivní |
| Elm (WLB-204)       |                 |                   | aktivní |
| Walnut (WLB-205)    |                 |                   | aktivní |
| Spar (WLB-206)      |                 |                   | aktivní |
| Maple (WLB-207)     |                 |                   | aktivní |
| Aspen (WLB-208)     |                 |                   | aktivní |
| Sycamore (WLB-209)  |                 |                   | aktivní |
| Cypress (WLB-210)   |                 |                   | aktivní |
| Oak (WLB-211)       |                 |                   | aktivní |
| Hickory (WLB-212)   |                 |                   | aktivní |
| Fir (WLB-213)       | 18. srpna 2003  | 8. listopadu 2003 | aktivní |
| Hollyhock (WLB-214) |                 |                   | aktivní |
| Sequoia (WLB-215)   |                 |                   | aktivní |
| Alder (WLB-216)     |                 |                   | aktivní |

## Konstrukce

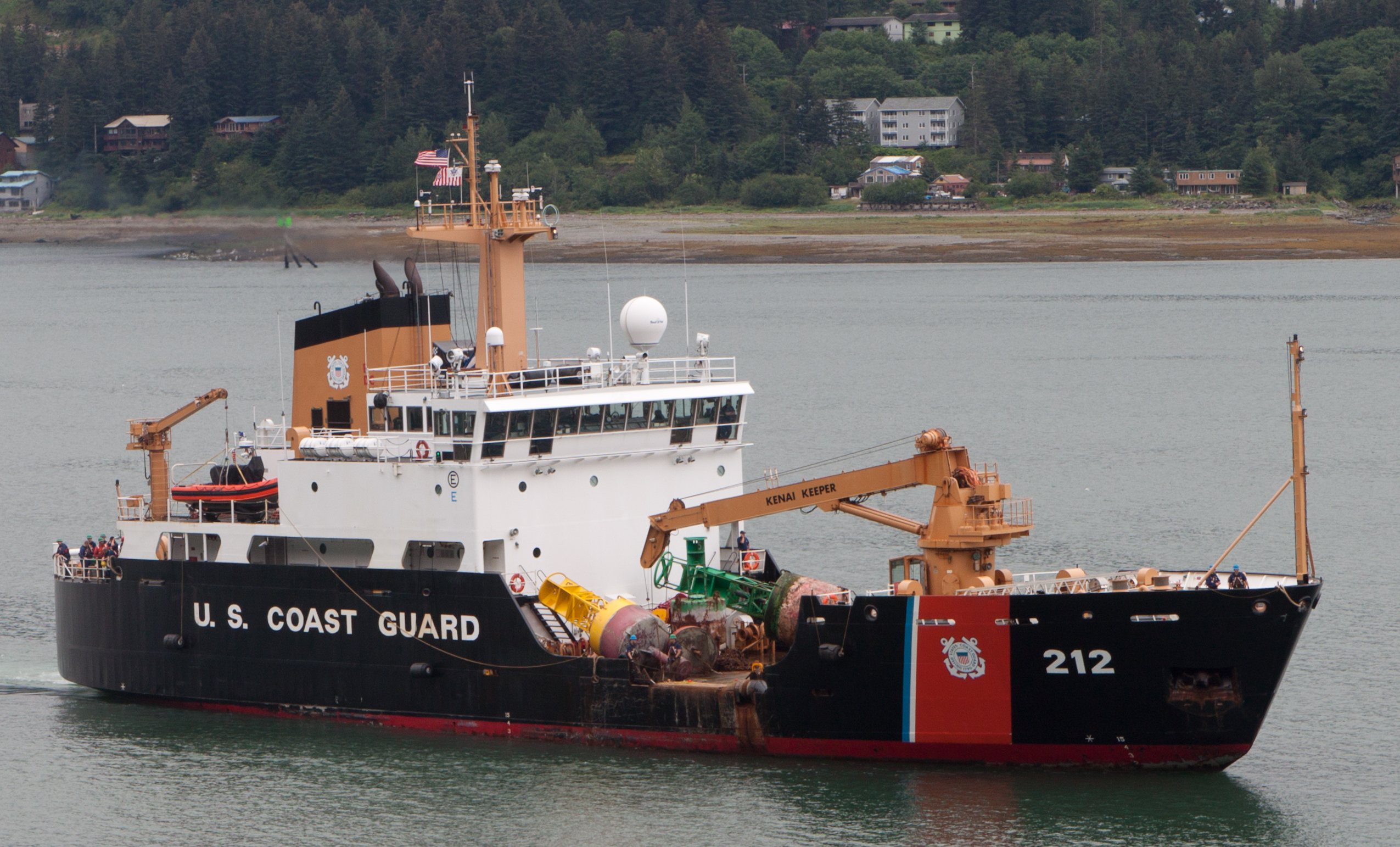
USCGC Hickory (WLB-212)

K manipulaci s bójemi a dalším nákladem slouží jeřáb o nosnosti 20 tun. Tendry jsou vyzbrojeny dvěma 12,7mm kulomety. Pohonný systém tvoří dva diesely Caterpillar 3608 o výkonu 3100 hp. Ty pohánějí jeden lodní šroub se stavitelnými lopatkami. Elektřinu vyrábějí dva dieselgenerátory Caterpillar 3406. Manévrovací schopnosti plavidel zlepšují dvě elektricky poháněná dokormidlovací zařízení – příďové o výkonu 450 hp a záďové o výkonu 550 hp. Nejvyšší rychlost dosahuje 16 uzlů.

### Modernizace
Kutry třídy Juniper procházejí střednědobou modernizace Midlife Maintenance Availability (MMA). Jako první byla roku 2016 dokončena modernizace tendru Oak.